# Hallucigenia sparsa
Hallucigenia sparsa foi uma espécie pertencente ao gênero extinto Hallucigenia.
Um espécime foi encontrado como fóssil do Período Cambriano Médio na formação do Folhelho Burgess, na Colúmbia Britânica, Canadá.
Foi nomeada por Conway Morris devido à sua forma "bizarra", descrita pelo próprio como similar a uma alucinação.